# أودو نافيو
أودو نافيو (بالإنجليزية: Awudu Nafiu)‏ هو لاعب كرة قدم غاني في مركز قلب الدفاع، ولد في 2 ديسمبر 1988 في غانا. لعب مع أشانتي كوتوكو.